# أل غالاغير
أل غالاغير (بالإنجليزية: Al Gallagher)‏ هو لاعب كرة قاعدة أمريكي، ولد في 19 أكتوبر 1945 في سان فرانسيسكو في الولايات المتحدة، وتوفي في 6 ديسمبر 2018 في فريسنو في الولايات المتحدة.

## وصلات خارجية
- أل غالاغير على موقعبيزبول رفرنس.كوم (الدوري الرئيسي) (الإنجليزية)
- أل غالاغير على موقعبيزبول رفرنس.كوم (الدوري الثانوي) (الإنجليزية)
- أل غالاغير على موقع مشجعي الرسوم البيانية (الإنجليزية)